# Gopeshwar
Gopeshwar o Chamoli Gopeshwar és una ciutat d'Uttarakhand, capital del districte de Chamoli. Està situada a 30° 25′ N, 79° 20′ E / 30.42°N,79.33°E. Al cens del 2001 apareix amb una població de 19.855 habitants. Té diversos temples a la seva rodalia així com la ciutat sagrada de Kedarnath.